# Sant Joan de Moró (ort)
San Juan de Moró är en ort i Spanien.   Den ligger i provinsen Província de Castelló och regionen Valencia, i den östra delen av landet, 300 km öster om huvudstaden Madrid. San Juan de Moró ligger 192 meter över havet och antalet invånare är 1 947.
Terrängen runt San Juan de Moró är kuperad åt nordost, men åt sydväst är den platt. Terrängen runt San Juan de Moró sluttar söderut. Runt San Juan de Moró är det ganska tätbefolkat, med 60 invånare per kvadratkilometer. Närmaste större samhälle är Castelló de la Plana, 11,1 km sydost om San Juan de Moró. 